# Liste der Naturschutzgebiete im Landkreis Teltow-Fläming
Im Brandenburger Landkreis Teltow-Fläming gibt es 38 Naturschutzgebiete (Stand Februar 2017).
| Name des Gebietes                                               | Bild           | Kennung | WDPA   | Landkreis / Stadt                                                                 | Beschreibung / Bemerkungen | Standort | Fläche in Hektar | Datum der Verordnung   |
| --------------------------------------------------------------- | -------------- | ------- | ------ | --------------------------------------------------------------------------------- | -------------------------- | -------- | ---------------- | ---------------------- |
| Bärluch                                                         |                | 1584    | 318165 | Landkreis Teltow-Fläming                                                          |                            | Position | 160,33           | 30.09.2000             |
| Barssee                                                         |                | 1579    | 318684 | Landkreis Teltow-Fläming                                                          |                            | Position | 13,8             | 10.12.2002             |
| Biotopverbund Spreeaue                                          | weitere Bilder | 1304    | 318200 | Stadt Cottbus, Landkreis Spree-Neiße                                              |                            | Position | 633,9            | 25.06.2003             |
| Eh. Blankenfelder See                                           | weitere Bilder | 1191    | 162861 | Landkreis Teltow-Fläming                                                          |                            | Position | 47,58            | 17.03.1986             |
| Espenluch und Stülper See                                       |                | 1475    | 329360 | Landkreis Teltow-Fläming                                                          |                            | Position | 72,8             | 16.06.2004             |
| Fauler See                                                      |                | 1578    | 318167 | Landkreis Teltow-Fläming                                                          |                            | Position | 14,72            | 10.12.2002             |
| Forst Zinna-Jüterbog-Keilberg                                   | weitere Bilder | 1536    | 318408 | Landkreis Potsdam-Mittelmark, Landkreis Teltow-Fläming                            |                            | Position | 7193,18          | 30.12.1999             |
| Gadsdorfer Torfstiche und Luderbusch                            | weitere Bilder | 1576    | 389594 | Landkreis Teltow-Fläming                                                          |                            | Position | 136,96           | 30.09.2009             |
| Glashütte                                                       |                | 1587    | 318441 | Landkreis Teltow-Fläming                                                          |                            | Position | 1357,98          | 29.07.2003             |
| Glasowbachniederung                                             | weitere Bilder | 1582    | 378086 | Landkreis Teltow-Fläming                                                          |                            | Position | 90,31            | 30.09.2009             |
| Großer und Kleiner Möggelinsee                                  | weitere Bilder | 1233    | 318471 | Landkreis Teltow-Fläming                                                          |                            | Position | 333,38           | 15.02.2000             |
| Großer und Westufer Kleiner Zeschsee                            | weitere Bilder | 1248    | 318472 | Landkreis Teltow-Fläming                                                          |                            | Position | 106,1            | 29.01.2000             |
| Groß-Machnower Weinberg                                         | weitere Bilder | 1204    | 318473 | Landkreis Teltow-Fläming                                                          |                            | Position | 8,53             | 13.06.1936             |
| Heidehof - Golmberg                                             |                | 1570    | 318516 | Landkreis Teltow-Fläming                                                          |                            | Position | 9833,59          | 30.12.1999             |
| Horstfelder und Hechtsee                                        | weitere Bilder | 1215    | 14405  | Landkreis Teltow-Fläming                                                          |                            | Position | 248,27           | 17.03.1986             |
| Innerer Oberspreewald                                           | weitere Bilder | 1288    | 102244 | Landkreis Dahme-Spreewald, Landkreis Oberspreewald-Lausitz, Landkreis Spree-Neiße |                            | Position | 5744,8           | 01.10.1990             |
| Jägersberg-Schirknitzberg                                       | weitere Bilder | 1552    | 318610 | Landkreis Teltow-Fläming                                                          |                            | Position | 1599,73          | 11.11.1999             |
| Kummersdorfer Heide/Breiter Steinbusch                          | weitere Bilder | 1243    | 389617 | Landkreis Teltow-Fläming                                                          |                            | Position | 1001,84          | 17.09.2009             |
| Lieberoser Endmoräne                                            | weitere Bilder | 1275    | 318731 | Landkreis Dahme-Spreewald, Landkreis Spree-Neiße                                  |                            | Position | 6714,15          | 18.01.2000             |
| Machnower See                                                   | weitere Bilder | 1201    | 164532 | Landkreis Teltow-Fläming                                                          |                            | Position | 48,37            | 17.03.1986             |
| Mönnigsee                                                       |                | 1577    | 318385 | Landkreis Teltow-Fläming                                                          |                            | Position | 35,98            | 29.07.2003             |
| Nuthe-Nieplitz-Niederung                                        | weitere Bilder | 1481    | 164853 | Landkreis Potsdam-Mittelmark, Landkreis Teltow-Fläming                            |                            | Position | 5566,5           | 28.06.1995, 12.01.2011 |
| Oberes Pfefferfließ                                             |                | 1436    | 318888 | Landkreis Teltow-Fläming                                                          |                            | Position | 125,38           | 18.06.2003             |
| Oder-Neiße                                                      |                | 1416    | 329559 | Landkreis Oder-Spree, Landkreis Spree-Neiße                                       |                            | Position | 594,81           | 16.06.2004             |
| Peitzer Teiche mit dem Teichgebiet Bärenbrück und Laßzinswiesen | weitere Bilder | 1299    | 164983 | Stadt Cottbus, Landkreis Spree-Neiße                                              |                            | Position | 1605,46          | 28.09.1990             |
| Prierowsee                                                      | weitere Bilder | 1210    | 14403  | Landkreis Dahme-Spreewald, Landkreis Teltow-Fläming                               |                            | Position | 210,75           | 26.06.1978             |
| Rangsdorfer See                                                 | weitere Bilder | 1199    | 318968 | Landkreis Teltow-Fläming                                                          |                            | Position | 668,27           | 29.05.1998             |
| Rauhes Luch                                                     | weitere Bilder | 1232    | 165112 | Landkreis Teltow-Fläming                                                          |                            | Position | 42,01            | 29.05.1937             |
| Reicherskreuzer Heide und Schwansee                             | weitere Bilder | 1418    | 165130 | Landkreis Dahme-Spreewald, Landkreis Oder-Spree, Landkreis Spree-Neiße            |                            | Position | 2809,03          | 09.12.1995             |
| Rochauer Heide                                                  |                | 1310    | 14436  | Landkreis Dahme-Spreewald, Landkreis Teltow-Fläming                               |                            | Position | 557,29           | 26.03.1981             |
| Schöberndorfer Busch                                            |                | 1253    | 14404  | Landkreis Teltow-Fläming                                                          |                            | Position | 831,23           | 26.06.1978             |
| Schulzensee                                                     |                | 1231    | 165472 | Landkreis Teltow-Fläming                                                          |                            | Position | 17,73            | 11.09.1937             |
| Sperenberger Gipsbrüche                                         | weitere Bilder | 1237    | 82611  | Landkreis Teltow-Fläming                                                          |                            | Position | 24,11            | 13.03.1998             |
| Stärtchen und Freibusch                                         |                | 1474    | 319135 | Landkreis Teltow-Fläming                                                          |                            | Position | 178,71           | 10.06.2002             |
| Streuobstwiese Zossen                                           | weitere Bilder | 1147    | 319169 | Landkreis Teltow-Fläming                                                          |                            | Position | 24,85            | 09.10.1999             |
| Teufelssee bei Sperenberg                                       |                | 1236    | 165869 | Landkreis Teltow-Fläming                                                          |                            | Position | 11,06            | 25.09.2012, 16.03.2013 |
| Vogelsang Wildau-Wentdorf                                       |                | 1297    | 319260 | Landkreis Teltow-Fläming                                                          |                            | Position | 5,62             | 12.12.2003             |
| Zülowgrabenniederung                                            | weitere Bilder | 1581    | 319371 | Landkreis Teltow-Fläming                                                          |                            | Position | 108,6            | 10.12.2002             |